# Sumberingin (Sanankulon)
Sumberingin is een bestuurslaag in het regentschap Blitar van de provincie Oost-Java, Indonesië. Sumberingin telt 5183 inwoners (volkstelling 2010).